# Lamarck (cráter)

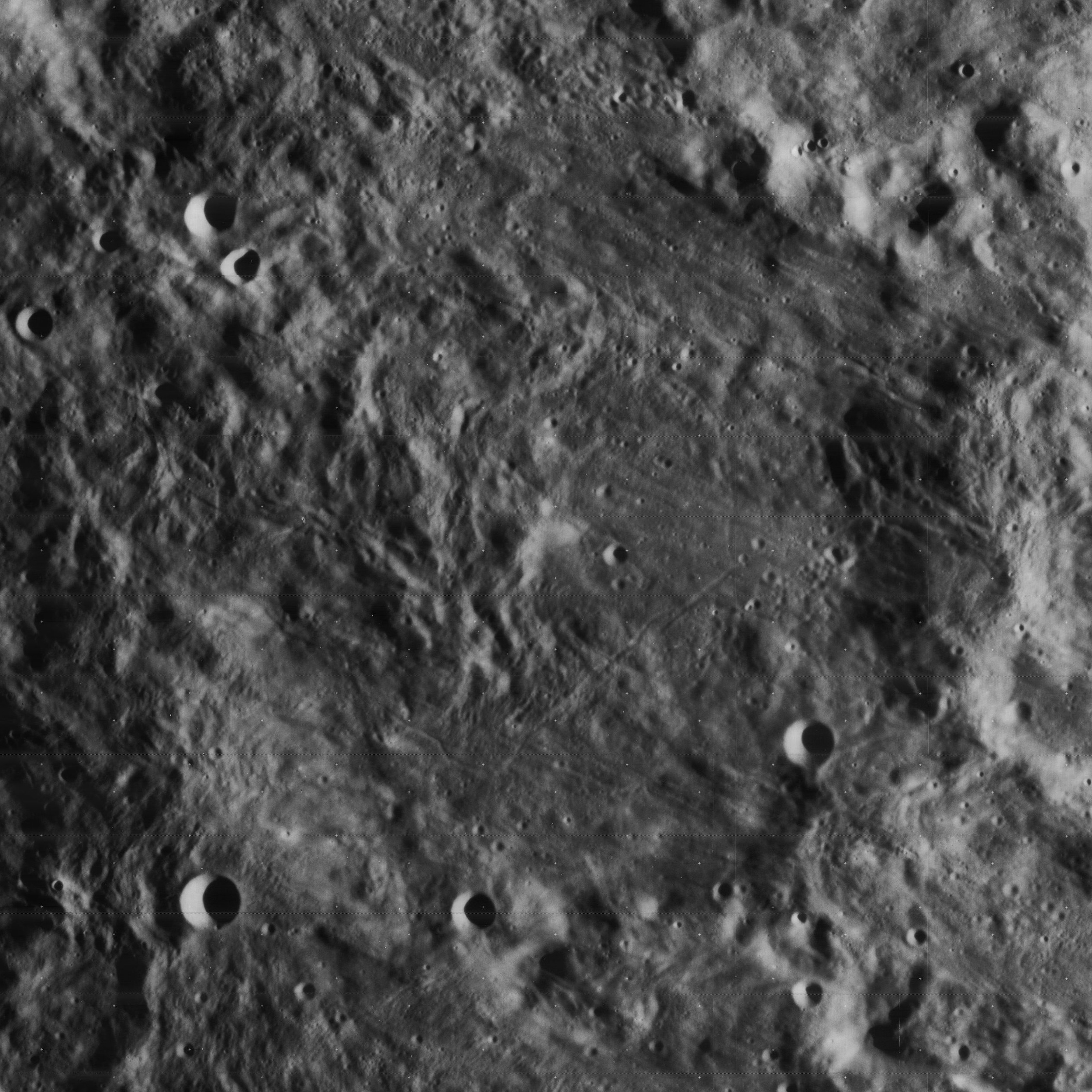
Lamarck D

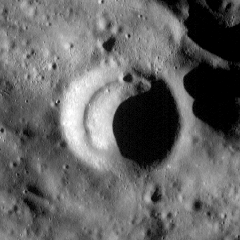
Lamarck B. Fotografía de la misión LRO

Lamarck es un cráter situado en la parte suroeste de la Luna. La parte norte del cráter está cubierta por la llanura amurallada del cráter Darwin. Al sureste se halla Byrgius.
|  |

La pared externa de esta formación ha sido fuertemente dañada por los impactos subsiguientes, dejando un borde desintegrado que forma una cresta baja e irregular en la superficie. Partes del cráter también están cubiertas por materiales eyectados de la cuenca del Mare Orientale, situada hacia el este. El rasgo más destacable en su interior es el minúsculo cráter de impacto Lamarck B, con forma de cuenco. El resto del suelo forma una llanura ondulada y desigual.
En el borde suroeste se encuentra Lamarck A, un cráter grande pero igualmente desintegrado. Lamarck D es una enorme formación que se encuentra al oeste de Lamarck A, aunque a duras penas reconocible como un cráter.

## Cráteres satélite
Por convención estos elementos son identificados en los mapas lunares poniendo la letra en el lado del punto medio del cráter que está más cercano a Lamarck.
|         | \| Lamarck \| Coordenadas \| Diámetro \| \| ------- \| ------------------------------ \| -------- \| \| A \| 25°12′S 70°48′O / -25.2, -70.8 \| 51 km \| \| B \| 22°48′S 69°42′O / -22.8, -69.7 \| 7 km \| \| D \| 25°00′S 74°06′O / -25.0, -74.1 \| 131 km \| \| E \| 26°48′S 75°42′O / -26.8, -75.7 \| 9 km \| \| F \| 27°00′S 73°54′O / -27.0, -73.9 \| 9 km \| \| G \| 27°06′S 72°06′O / -27.1, -72.1 \| 15 km \| |          |
| Lamarck | Coordenadas | Diámetro |
| A       | 25°12′S 70°48′O / -25.2, -70.8 | 51 km    |
| B       | 22°48′S 69°42′O / -22.8, -69.7 | 7 km     |
| D       | 25°00′S 74°06′O / -25.0, -74.1 | 131 km   |
| E       | 26°48′S 75°42′O / -26.8, -75.7 | 9 km     |
| F       | 27°00′S 73°54′O / -27.0, -73.9 | 9 km     |
| G       | 27°06′S 72°06′O / -27.1, -72.1 | 15 km    |